# Bokeh
Bokeh, boké (japansk: 暈け; boke, som betyder sløret og uklar) er inden for fotografiens begrebsverden de dele i et fotografi, som ikke er i fokus. Bokehens udseende varierer mellem de forskellige kameraobjektiver. Blandt andet har fjerntliggende lyskilder, som er ude af fokus, en tendens til at blive formet af objektivets blænde.
Når kort skarphedsdybde anvendes bliver det før og efter fokusafstanden mere uklart. På den anden side, så opfattes det der ikke er i fokus mere skarpt når en lang skarphedsdybde vælges. Bokehens udseende på et fotografi er vigtigt, i særdeleshed med kort skarphedsdybde og hvor meget af det udenfor fokus kan ses.
I lighed med skarphedsdybde er boké en subjektiv størrelse, men "god boké" er som udgangspunkt kendetegnet ved glidende overgange mellem lyse og mørke detaljer i de dele af billedet, der ikke er i fokus, mens "dårlig boké" har skarpe overgange.
Antallet af blænderlameller og disses udformning har også indflydelse på boké'en, idet blændere med fem eller seks lameller typisk vil danne fem- og sekskantede lyspunkter, hvorimod blændere med syv eller flere lameller kan fremstilles, så de er helt eller næsten cirkulære især ved mindre blænderåbninger, hvor forskellen mellem god og dårlig boké er tydeligst.
Den helt udflydende boké opnås dog ved meget store blænderåbninger og deraf følgende ringe skarphedsdybde. Det vel nok mest udtalte eksempel på et objektiv med god boké er Minolta STF 135mm f/2.8 [T4.5], som blev videreført af Sony efter dette firmas overtagelse af Minoltas kameradivision.[kilde mangler] Fremstillingen er nu ophørt, men til Sonys E-objektivfatning er der efterfølgende kommet det tilsvarende Sony FE 100mm F2.8 STF GM OSS (SEL-100F28GM).